# Malacomys cansdalei
Malacomys cansdalei es una especie de roedor de la familia Muridae. Este taxón fue denominado así en honor del zoólogo y presentador televisivo británico George Soper Cansdale.

## Distribución geográfica
Se encuentra en Costa de Marfil, Ghana, y posiblemente, Liberia.

## Hábitat
Su hábitat natural es: subtropical o tropical, bosques húmedos de tierras bajas. 